# هراند هوهانیسیان
هراند وارطانی هوهانیسیان (ارمنی: Հրանտ Վարդանի Հովհաննիսյան؛ زادهٔ ۱۹۰۸ - درگذشته ۱۹۷۴) سیاستمدار اهل ارمنستان بود که از تاریخ ۱۹۵۷ تا تاریخ ۱۹۵۸ سمت وزارت کشاورزی ارمنستان را برعهده داشت.

## زندگی‌نامه
در ۱۹۰۸ در روستای کاناکر به دنیا آمد  وی در ۱۹۷۴ در سن ۶۶ سالگی درگذشت